# Olympische Winterspiele 2002/Ski Alpin
Bei den XIX. Olympischen Spielen 2002 in Salt Lake City fanden zehn Wettbewerbe im Alpinen Skisport statt. Austragungsorte waren Snowbasin (Abfahrt, Super-G, Kombination), Park City (Riesenslalom) und Deer Valley (Slalom).

## Bilanz

### Medaillenspiegel
| Platz | Land               | Gold | Silber | Bronze | Gesamt |
| ----- | ------------------ | ---- | ------ | ------ | ------ |
| 1     | Kroatien           | 3    | 1      | –      | 4      |
| 2     | Österreich         | 2    | 2      | 5      | 9      |
| 3     | Frankreich         | 2    | 2      | –      | 4      |
| 4     | Norwegen           | 2    | 1      | 1      | 4      |
| 5     | Italien            | 1    | 1      | 1      | 3      |
| 6     | Vereinigte Staaten | –    | 2      | –      | 2      |
| 7     | Schweden           | –    | 1      | 1      | 2      |
| 8     | Deutschland        | –    | –      | 1      | 1      |
| 8     | Schweiz            | –    | –      | 1      | 1      |

### Medaillengewinner
| Konkurrenz   | Gold                | Silber             | Bronze             |
| ------------ | ------------------- | ------------------ | ------------------ |
| Abfahrt      | Fritz Strobl        | Lasse Kjus         | Stephan Eberharter |
| Super-G      | Kjetil André Aamodt | Stephan Eberharter | Andreas Schifferer |
| Riesenslalom | Stephan Eberharter  | Bode Miller        | Lasse Kjus         |
| Slalom       | Jean-Pierre Vidal   | Sébastien Amiez    | Benjamin Raich     |
| Kombination  | Kjetil André Aamodt | Bode Miller        | Benjamin Raich     |

| Konkurrenz   | Gold               | Silber          | Bronze         |
| ------------ | ------------------ | --------------- | -------------- |
| Abfahrt      | Carole Montillet   | Isolde Kostner  | Renate Götschl |
| Super-G      | Daniela Ceccarelli | Janica Kostelić | Karen Putzer   |
| Riesenslalom | Janica Kostelić    | Anja Pärson     | Sonja Nef      |
| Slalom       | Janica Kostelić    | Laure Pequegnot | Anja Pärson    |
| Kombination  | Janica Kostelić    | Renate Götschl  | Martina Ertl   |

## Ergebnisse Männer

### Abfahrt
| Platz | Land | Sportler            | Zeit (min) |
| ----- | ---- | ------------------- | ---------- |
| 1     | AUT  | Fritz Strobl        | 1:39,13    |
| 2     | NOR  | Lasse Kjus          | 1:39,35    |
| 3     | AUT  | Stephan Eberharter  | 1:39,41    |
| 4     | NOR  | Kjetil André Aamodt | 1:39,78    |
| 5     | FRA  | Claude Crétier      | 1:39,96    |
| 6     | AUT  | Christian Greber    | 1:40,00    |
| 7     | SWE  | Fredrik Nyberg      | 1:40,30    |
| 8     | CHE  | Ambrosi Hoffmann    | 1:40,31    |
| 9     | USA  | Marco Sullivan      | 1:40,37    |
| 10    | FRA  | Sébastien Fournier  | 1:40,39    |
|       |      |                     |            |
| 14    | SUI  | Didier Cuche        | 1:40,76    |
| 15    | SUI  | Franco Cavegn       | 1:40,81    |
| 20    | AUT  | Christoph Gruber    | 1:41,25    |
| 21    | SUI  | Didier Défago       | 1:41,27    |
| 26    | LIE  | Jürgen Hasler       | 1:41,76    |
| 29    | LIE  | Marco Büchel        | 1:41,86    |
| 34    | GER  | Max Rauffer         | 1:42,52    |

Datum: 10. Februar 2002, 10:00 Uhr

Strecke: „Grizzly Downhill“

Start: 2831 m, Ziel: 1948 m

Höhendifferenz: 883 m, Streckenlänge: 2860 m

Kurssetzer: Helmuth Schmalzl (FIS), 38 Tore
54 Teilnehmer, davon 53 in der Wertung.

### Super-G
| Platz | Land | Sportler            | Zeit (min) |
| ----- | ---- | ------------------- | ---------- |
| 1     | NOR  | Kjetil André Aamodt | 1:21,58    |
| 2     | AUT  | Stephan Eberharter  | 1:21,68    |
| 3     | AUT  | Andreas Schifferer  | 1:21,83    |
| 4     | AUT  | Fritz Strobl        | 1:21,92    |
| 5     | NOR  | Bjarne Solbakken    | 1:22,10    |
| 6     | CHE  | Didier Défago       | 1:22,27    |
| 7     | AUT  | Christoph Gruber    | 1:22,35    |
| 8     | USA  | Daron Rahlves       | 1:22,48    |
| 9     | USA  | Thomas Vonn         | 1:23,22    |
| 10    | SUI  | Paul Accola         | 1:23,33    |
|       |      |                     |            |
| 12    | SUI  | Tobias Grünenfelder | 1:23,43    |
| 13    | LIE  | Marco Büchel        | 1:23,52    |
| 22    | GER  | Max Rauffer         | 1:24,54    |

Datum: 16. Februar 2002, 10:00 Uhr.

Strecke: „Grizzly Super-G“

Start: 2596 m, Ziel: 1948 m

Höhendifferenz: 648 m, Streckenlänge: 2018 m

Kurssetzer: Fritz Züger (SUI), 40 Tore
55 Teilnehmer, davon 34 in der Wertung. Ausgeschieden u. a.: Claude Crétier (FRA), Didier Cuche (SUI), Alessandro Fattori (ITA), Thomas Grandi (CAN), Lasse Kjus (NOR), Fredrik Nyberg (SWE), Marco Sullivan (USA).

### Riesenslalom
| Platz | Land | Sportler              | Zeit (min) |
| ----- | ---- | --------------------- | ---------- |
| 1     | AUT  | Stephan Eberharter    | 2:23,28    |
| 2     | USA  | Bode Miller           | 2:24,16    |
| 3     | NOR  | Lasse Kjus            | 2:24,32    |
| 4     | AUT  | Benjamin Raich        | 2:24,40    |
| 5     | AUT  | Christoph Gruber      | 2:24,41    |
| 6     | NOR  | Bjarne Solbakken      | 2:24,50    |
| 7     | NOR  | Kjetil André Aamodt   | 2:24,62    |
| 8     | ITA  | Massimiliano Blardone | 2:24,87    |
| 9     | CRO  | Ivica Kostelić        | 2:24,92    |
| 10    | CHE  | Didier Cuche          | 2:25,00    |
| 11    | CHE  | Michael von Grünigen  | 2:25,07    |
|       |      |                       |            |
| 14    | CHE  | Didier Défago         | 2:25,54    |
| 17    | LIE  | Marco Büchel          | 2:25,89    |
| 23    | LIE  | Achim Vogt            | 2:27,58    |

Datum: 21. Februar 2002
10:00 Uhr (1. Lauf), 13:00 Uhr (2. Lauf)

Strecke: „CB’s Run“

Start: 2510 m, Ziel: 2120 m

Höhendifferenz: 390 m

Kurssetzer 1. Lauf: Severino Bottero (FRA), 50 Tore

Kurssetzer 2. Lauf: Christian Leitner (FIN), 49 Tore
78 Teilnehmer, davon 57 in der Wertung. Ausgeschieden u. a.: Ondřej Bank (CZE), Tobias Grünenfelder (SUI), Hans Knauß (AUT), Jure Košir (SLO), Kalle Palander (FIN), Erik Schlopy (USA), Sami Uotila (FIN).

### Slalom
| Platz | Land | Sportler                      | Zeit (min) |
| ----- | ---- | ----------------------------- | ---------- |
| 1     | FRA  | Jean-Pierre Vidal             | 1:41,06    |
| 2     | FRA  | Sébastien Amiez               | 1:41,82    |
| 3     | AUT  | Benjamin Raich                | 1:42,41    |
| 4     | AUT  | Kilian Albrecht               | 1:42,45    |
| 5     | CHE  | Urs Imboden                   | 1:42,48    |
| 6     | NOR  | Kjetil André Aamodt           | 1:42,72    |
| 7     | SWE  | Markus Larsson                | 1:42,86    |
| 8     | SLO  | Jure Košir                    | 1:43,34    |
| 9     | NOR  | Ole Kristian Furuseth         | 1:44,39    |
| 10    | POL  | Andrzej Bachleda-Curuś junior | 1:44,65    |
|       |      |                               |            |
| 14    | CHE  | Michael von Grünigen          | 1:45,35    |

Datum: 23. Februar 2002
10:00 Uhr (1. Lauf), 13:00 Uhr (2. Lauf)
Strecke: „Know You Don’t“

Start 2488 m, Ziel 2274 m

Höhendifferenz: 214 m

Kurssetzer 1. Lauf: Gert Ehn (AUT), 58 Tore

Kurssetzer 2. Lauf: Jesse Hunt (USA), 57 Tore

77 Teilnehmer, davon 33 in der Wertung. Ausgeschieden u. a.: Ondřej Bank (CZE), Pierrick Bourgeat (FRA), Markus Eberle (GER), Drago Grubelnik (SLO), Ivica Kostelić (CRO), Mitja Kunc (SLO), Kentarō Minagawa (JPN), Giorgio Rocca (ITA), Kalle Palander (FIN), Manfred Pranger (AUT), Jean-Philippe Roy (CAN), Akira Sasaki (JPN), Rainer Schönfelder (AUT).
Der Brite Alain Baxter war nach dem Rennen Dritter, musste aber aufgrund eines positiven Dopingtests seine Bronzemedaille abtreten. Sein Test war positiv, da die amerikanische Version seines Nasen-Sprays eine andere Zusammensetzung hatte (Regel 221.3 der Wettkampfordnung). Im zweiten Lauf holte Amiez dank Bestzeit (51,66 s) noch die Silbermedaille, Albrecht kam mit zweitbester Zeit (52,19 s) ins Ziel. Vidal fuhr die sechste Zeit (53,05 s), Raich die siebte (53,07 s). Bode Miller vergab seine Chancen durch einen Ausrutscher; er fuhr dann zwar weiter, kam aber nur auf Platz 24.

### Kombination
| Platz | Land | Sportler            | Zeit A (min)  | Zeit S (min)  | Gesamtzeit |
| ----- | ---- | ------------------- | ------------- | ------------- | ---------- |
| 1     | NOR  | Kjetil André Aamodt | 1:38,79 (1.)  | 1:38,77 (4.)  | 3:17,56    |
| 2     | USA  | Bode Miller         | 1:41,23 (8.)  | 1:36,61 (1.)  | 3:17,84    |
| 3     | AUT  | Benjamin Raich      | 1:41,05 (6.)  | 1:37,21 (3.)  | 3:18,26    |
| 4     | AUT  | Rainer Schönfelder  | 1:41,90 (13.) | 1:36,77 (2.)  | 3:18,67    |
| 5     | NOR  | Lasse Kjus          | 1:38,97 (2.)  | 1:40,83 (7.)  | 3:19,80    |
| 6     | CHE  | Paul Accola         | 1:39,62 (4.)  | 1:42,64 (10.) | 3:22,26    |
| 7     | ITA  | Patrick Staudacher  | 1:39,23 (3.)  | 1:43,24 (11.) | 3:22,47    |
| 8     | CAN  | Jean-Philippe Roy   | 1:43,31 (18.) | 1:39,37 (6.)  | 3:22,68    |
| 9     | SLO  | Jernej Koblar       | 1:41,70 (19.) | 1:41,77 (9.)  | 3:23,47    |
| 10    | CZE  | Stanley Hayer       | 1:45,30 (37.) | 1:39,14 (5.)  | 3:24,44    |
| 11    | AUT  | Kilian Albrecht     | 1:43,32 (32.) | 1:41,63 (8.)  | 3:24,95    |

Datum: 13. Februar 2002, 10:00 Uhr (Abfahrt), 13:00 Uhr / 15:00 Uhr (Slalom)
Abfahrtsstrecke: „Grizzly Downhill“

Start: 2787 m, Ziel: 1948 m

Höhendifferenz: 839 m, Streckenlänge: 2679 m

Kurssetzer: Helmuth Schmalzl (FIS), 35 Tore
Slalomstrecke: „Wildflower Slalom“

Start: 2113 m, Ziel: 1948 m

Höhendifferenz: 165 m

Kurssetzer 1. Lauf: Filip Gartner (SLO), 58 Tore

Kurssetzer 2. Lauf: Gert Ehn (AUT), 60 Tore
47 Teilnehmer, davon 25 in der Wertung. Ausgeschieden u. a.: Ondřej Bank (CZE), Didier Défago (SUI), Andrej Jerman (SLO), Bruno Kernen (SUI), Ed Podivinsky (CAN) Michael Walchhofer (AUT).

## Ergebnisse Frauen

### Abfahrt
| Platz | Land | Sportlerin           | Zeit (min) |
| ----- | ---- | -------------------- | ---------- |
| 1     | FRA  | Carole Montillet     | 1:39,56    |
| 2     | ITA  | Isolde Kostner       | 1:40,01    |
| 3     | AUT  | Renate Götschl       | 1:40,39    |
| 4     | GER  | Hilde Gerg           | 1:40,49    |
| 5     | CHE  | Corinne Rey-Bellet   | 1:40,54    |
| 6     | AUT  | Selina Heregger      | 1:40,56    |
| 7     | CHE  | Sylviane Berthod     | 1:40,67    |
| 8     | CAN  | Mélanie Turgeon      | 1:40,71    |
| 9     | AUT  | Michaela Dorfmeister | 1:40,83    |
| 10    | GER  | Regina Häusl         | 1:40,84    |
|       |      |                      |            |
| 18    | AUT  | Brigitte Obermoser   | 1:41,64    |
| 19    | CHE  | Catherine Borghi     | 1:40,67    |
| 26    | GER  | Sibylle Brauner      | 1:42,97    |

Datum: 12. Februar 2002, 12:10 Uhr

Strecke: „Wildflower Downhill“

Start: 2748 m, Ziel: 1948 m

Höhendifferenz: 800 m, Streckenlänge: 2694 m

Kurssetzer: Jan Tischhauser (FIS), 37 Tore
38 Teilnehmerinnen am Start, davon 35 in der Wertung. Ausgeschieden u. a.: Petra Haltmayr (GER), Caroline Lalive (USA).

### Super-G
| Platz | Land | Sportlerin            | Zeit (min) |
| ----- | ---- | --------------------- | ---------- |
| 1     | ITA  | Daniela Ceccarelli    | 1:13,59    |
| 2     | CRO  | Janica Kostelić       | 1:13,64    |
| 3     | ITA  | Karen Putzer          | 1:13,86    |
| 4     | AUT  | Alexandra Meissnitzer | 1:13,95    |
| 5     | GER  | Hilde Gerg            | 1:13,99    |
| 6     | AUT  | Michaela Dorfmeister  | 1:14,08    |
| 7     | FRA  | Carole Montillet      | 1:14,28    |
| 8     | AUT  | Renate Götschl        | 1:14,44    |
| 9     | CHE  | Corinne Rey-Bellet    | 1:14,73    |
| 10    | FRA  | Mélanie Suchet        | 1:14,83    |
| 11    | GER  | Martina Ertl          | 1:14,84    |
|       |      |                       |            |
| 18    | CHE  | Catherine Borghi      | 1:15,62    |
| 23    | GER  | Petra Haltmayr        | 1:16,25    |

Datum: 17. Februar 2002, 10:00 Uhr

Strecke: „Wildflower Super-G“

Start: 2548 m, Ziel: 1948 m

Höhendifferenz: 600 m, Streckenlänge: 1944 m

Kurssetzer: Peter Endrass (SWE), 38 Tore
43 Teilnehmerinnen, davon 31 in der Wertung. Ausgeschieden u. a.: Sylviane Berthod (SUI), Regina Häusl (GER), Caroline Lalive (USA), Tanja Schneider (AUT).

### Riesenslalom
| Platz | Land | Sportlerin            | Zeit (min) |
| ----- | ---- | --------------------- | ---------- |
| 1     | CRO  | Janica Kostelić       | 2:30,01    |
| 2     | SWE  | Anja Pärson           | 2:31,33    |
| 3     | CHE  | Sonja Nef             | 2:31,67    |
| 4     | AUT  | Alexandra Meissnitzer | 2:31,95    |
| 4     | AUT  | Michaela Dorfmeister  | 2:31,95    |
| 6     | ESP  | María José Rienda     | 2:32,54    |
| 7     | SLO  | Allison Forsyth       | 2:32,78    |
| 7     | SWE  | Ylva Nowén            | 2:32,78    |
| 9     | SWE  | Anna Ottosson         | 2:32,93    |
| 10    | ITA  | Karen Putzer          | 2:32,94    |
|       |      |                       |            |
| 13    | SUI  | Corinne Rey-Bellet    | 2:33,43    |
| 15    | AUT  | Brigitte Obermoser    | 2:33,68    |
| 22    | GER  | Annemarie Gerg        | 2:36,18    |

Datum: 22. Februar 2002
10:00 Uhr (1. Lauf), 13:00 Uhr (2. Lauf)

Strecke: „CB’s Run“

Start: 2510 m, Ziel: 2120 m

Höhendifferenz: 390 m

Kurssetzer 1. Lauf: Luis Prenn (ITA), 52 Tore

Kurssetzer 2. Lauf: Anders Pärson (SWE), 50 Tore
68 Teilnehmerinnen, davon 48 in der Wertung. Ausgeschieden u. a.: Fränzi Aufdenblatten (SUI), Monika Bergmann (GER), Martina Ertl (GER), Andrine Flemmen (NOR), Petra Haltmayr (GER), Birgit Heeb (LIE), Selina Heregger (AUT), Lilian Kummer (SUI), Stina Hofgård Nilsen (NOR)

### Slalom
| Platz | Land | Sportlerin      | Zeit (min) |
| ----- | ---- | --------------- | ---------- |
| 1     | CRO  | Janica Kostelić | 1:46,10    |
| 2     | FRA  | Laure Pequegnot | 1:46,17    |
| 3     | SWE  | Anja Pärson     | 1:47,09    |
| 4     | SWE  | Ylva Nowén      | 1:47,18    |
| 5     | GER  | Martina Ertl    | 1:47,82    |
| 6     | GER  | Monika Bergmann | 1:47,98    |
| 7     | FRA  | Vanessa Vidal   | 1:48,11    |
| 8     | FIN  | Henna Raita     | 1:48,40    |
| 9     | SLO  | Nataša Bokal    | 1:49,94    |
| 10    | ITA  | Nicole Gius     | 1:51,01    |

Datum: 20. Februar 2002
10:00 Uhr (1. Lauf), 13:00 Uhr (2. Lauf)

Strecke: „Know You Don’t“

Start: 2488 m, Ziel: 2274 m

Höhendifferenz: 214 m

Kurssetzer 1. Lauf: Andreas Puelacher (SUI), 55 Tore

Kurssetzer 2. Lauf: G. Westerlund (FIN), 58 Tore
68 Teilnehmerinnen, davon 38 in der Wertung. Ausgeschieden u. a.:
Trine Bakke (NOR), Hedda Berntsen (NOR), Renate Götschl (AUT), Corina Grünenfelder (SUI), Kristina Koznick (USA), Sonja Nef (SUI), Marlies Oester (SUI), Christel Pascal (FRA), Tanja Poutiainen (FIN), Carina Raich (AUT), Marlies Schild (AUT), Sarah Schleper (USA), Christine Sponring (AUT), Zali Steggall (AUS), Veronika Zuzulová (SVK).

### Kombination
| Platz | Land | Sportlerin           | Zeit A (min)  | Zeit S (min)  | Gesamtzeit |
| ----- | ---- | -------------------- | ------------- | ------------- | ---------- |
| 1     | CRO  | Janica Kostelić      | 1:16,00 (3.)  | 1:27,28 (1.)  | 2:43,28    |
| 2     | AUT  | Renate Götschl       | 1:15,27 (1.)  | 1:29,50 (4.)  | 2:44,77    |
| 3     | GER  | Martina Ertl         | 1:16,78 (7.)  | 1:28,38 (2.)  | 2:45,16    |
| 4     | CHE  | Marlies Oester       | 1:17,27 (10.) | 1:29,34 (3.)  | 2:46,61    |
| 5     | AUT  | Michaela Dorfmeister | 1:15,85 (2.)  | 1:31,00 (6.)  | 2:46,85    |
| 6     | USA  | Lindsey Kildow       | 1:16,41 (4.)  | 1:31,44 (8.)  | 2:48,05    |
| 7     | SLO  | Geneviève Simard     | 1:18,26 (17.) | 1:29,88 (5.)  | 2:48,14    |
| 8     | CHE  | Catherine Borghi     | 1:16,88 (8.)  | 1:31,91 (10.) | 2:48,79    |
| 9     | AUS  | Jenny Owens          | 1:16,96 (9.)  | 1:32,35 (14.) | 2:49,31    |
| 10    | CAN  | Sara-Maude Boucher   | 1:18,10 (16.) | 1:31,27 (8.)  | 2:49,37    |
| 11    | AUT  | Selina Heregger      | 1:17,29 (12.) | 1:32,40 (16.) | 2:49,69    |

Datum: 14. Februar 2002, 14:45 Uhr (Abfahrt), 10:00 Uhr / 12:00 Uhr (Slalom)
Abfahrtsstrecke: „Wildflower Downhill“

Start: 2655 m, Ziel: 1948 m

Höhendifferenz: 707 m, Streckenlänge: 2237 m

Kurssetzer: Jan Tischhauser, 30 Tore
Slalomstrecke: „Wildflower Slalom“

Start: 2100 m, Ziel: 1948 m

Höhendifferenz: 152 m

Kurssetzer 1. Lauf: Thomas Stauffer (SUI), 53 Tore Kurssetzer 2. Lauf: Franz Gamper (ITA), 50 Tore
31 Teilnehmerinnen, davon 24 in der Wertung. Ausgeschieden u. a.: Hilde Gerg (GER), Petra Haltmayr (GER), Caroline Lalive (USA), Christine Sponring (AUT).